# 乌尔苏拉·屈佩尔
乌尔苏拉·屈佩尔（德語：Ursula Küper，1937年11月28日—），德国女子游泳运动员。她曾代表德国联队参加1960年和1964年夏季奥林匹克运动会游泳比赛，其中1960年奥运会获得一枚铜牌。